# Шлезингер, Адам
Адам Лайонс Шлезингер (31 октября 1967 — 1 апреля 2020) — американский певец, звукорежиссёр и мультиинструменталист. Обладатель трёх наград «Эмми», премии «Грэмми» и премии в области поп-музыки ASCAP, а также номинант на получение премий «Оскар», «Тони» и «Золотой глобус».
Он был одним из основателей групп Fountains of Wayne, Ivy и Tinted Windows, а также был автором композиций и продюсером синти-поп-дуэта, основанного в Бруклине, Fever High. Шлезингер вырос в Манхэттене и в Монтклэре, Нью-Джерси. Он умер во время пандемии коронавируса в США из-за осложнений, вызванных COVID-19.

## Ранняя жизнь
Шлезингер родился в Нью-Йорке, сын Барбары «Бобби» (Бернталь), публицистки, и Стивена Шлезингера. Вырос в Манхэттене и Монтклэре, штат Нью-Джерси, и посещал среднюю школу Монтклэра. Получил степень бакалавра искусств в Уильямс-колледже.
Шлезингер был двоюродным братом Джона Бернтала, актёра, известного своими ролями в телесериале «Ходячие мертвецы» и «Каратель / Замок Фрэнка» в сериале «Сорвиголова» и «Каратель» Netflix. Он был внуком Мюррея Бернтала (1911—2010), музыканта и продюсера, который долго работал в Сиракузах, Нью-Йорк.

## Творческая деятельность

### Фильмы
Шлезингер является автором песен ко многим американским кинофильмам, в том числе заглавной песни американской музыкальной комедии «То, что ты делаешь», песни «Master of the Seas» мультфильма «Ледниковый период: континентальный дрейф», которую исполнили Дженнифер Лопес, Питер Динклэйдж и другие. Среди других фильмов с музыкой Шлезингера — «С глаз — долой, из чарта — вон!», «Любовь зла», «Роботы», «Все без ума от Мэри», «Я, снова я и Ирен», «Джози и кошечки», «Очень страшное кино», «Реклама для гения», «Бейсбольная лихорадка», «Маньчжурский кандидат», «Страна чудаков»; «Любовь с уведомлением» и др.

### Театр
Шлезингер и исполнительный продюсер американского ток-шоу The Daily Show Дэвид Джавербаум написали песни для театральной версии фильма «Плакса». Спектакль дебютировал в театре города Ла-Холья, Калифорния, в ноябре 2007 года.
Шлезингер и Джавербаум написали общую песню «Я верую в тебя» к пьесе Джавербаума «Акт Божий», которая была представлена на Бродвее 28 мая 2015 года.
Шлезингер и Сара Сильверман вместе работали над мюзиклом под названием «Bedwetter» по мотивам одноименной книги. Премьера запланирована на 10 июня 2020 года.

### Телевидение
Шлезингер писал музыку для церемоний награждения Тони 2011 и 2012 годов, Эмми 2011 и 2013 годов, для телепередач Улица Сезам, «Saturday Night Live», телесериалов «Королевский госпиталь», «Клиника», «Сплетница», «Мелроуз-Плейс» и других.

## Награды и номинации
Шлезингер был номинирован на премию «Оскар» и «Золотой глобус» в 1997 году за написание заглавного трека фильма «То, что ты делаешь», и ещё двух песен к фильму.
Фонтаны Уэйна были номинированы на две премии «Грэмми» в 2003 году в номинациях «Лучший новый артист» и «Лучшее эстрадное исполнение» дуэтом или группой с вокалом для «Мама Стейси».
В 2008 году Шлезингер и Дэвид Джавербаум получили две номинации Тони за лучшую музыкальную и лучшую оригинальную партитуру для мюзикла Cry-Baby.
В 2009 году рождественский альбом «Колберт Рождество: Самый большой подарок всем!», музыку которого писали Шлезингер и Джавербаум, получил премию «Грэмми» в номинации «лучший комедийный альбом».
Трижды получил премию Эмми — в 2012 году (песня «It’s Not Just for Gays Anymore»), 2013 году (песня «If I Had Time»), и в 2019 году — победу принесла песня «Antidepressants Are So Not a Big Deal»

## Смерть
1 апреля 2020 года Шлезингер умер от осложнений COVID-19 в больнице в Покипси, штат Нью-Йорк, во время пандемии коронавируса в США; ему было 52 года. Более чем за неделю до смерти его госпитализировали и поместили на аппарат ИВЛ.